# إردال بيبو
إردال بيبو (بالتركية: Erdal Bibo) مواليد :مواليد 1977، هو لاعب كرة سلة تركي.

## فرق لعب لها
- تورك تيليكوم
- فنربخشة لكرة السلة

## روابط خارجية
- إردال بيبو على موقع الاتحاد الدولي لكرة السلة (الإنجليزية)
- إردال بيبو على موقع الدوري الأوروبي لكرة السلة (الإنجليزية)
- إردال بيبو على موقع كرة السلة الأوروبية.كوم (الإنجليزية)
- إردال بيبو على موقع ريلجم (الإنجليزية)
- إردال بيبو على موقع بروبوليرز (الإنجليزية)
- إردال بيبو على موقع سبورتس رفرنس (الإنجليزية)